# ヒップホップ

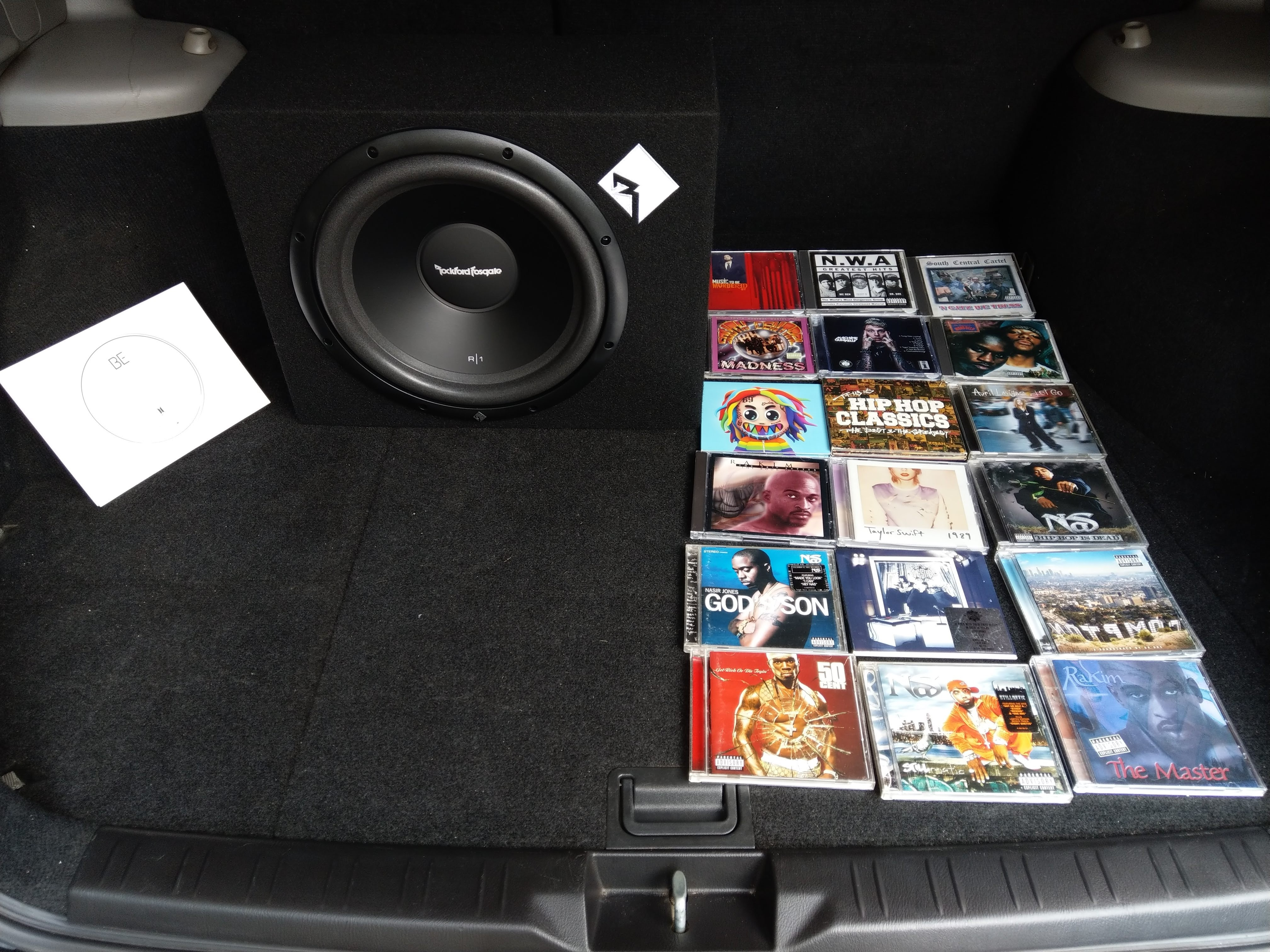
ヒップホップなどのCDの一例、左上からエミネム、N.W.A、サウス・セントラル・カーテル、マシンガンケリー、モブ・ディープ、6ix9ine、アヴリル・ラヴィーン、ラキム、テイラー・スウィフト、ナズ、ギャング・スター、ドクター・ドレー

ヒップホップは、1970年代にニューヨークのブロンクス地区で開かれたブロック・パーティーにルーツのある、音楽・ダンス・ファッションを中心とする文化である。1980年代には、ヒップホップには三大要素があると言われていた。DJ、ブレイクダンス、グラフィティがその構成要素である。しかし現在では、ミュージシャンとしてのMCを加えた四大要素と言われている。ヒップは、とんでいる、ホップは跳躍するなどの意味がある。
ライターのスティーヴ・ヘイガーは、アフリカ・バンバータの、ラップ音楽やブレイクダンス、グラフィティ・アートを含めた黒人文化をヒップホップとした発言は、ヴィレッジ・ヴォイスで最初に活字になったものであると主張している。

## 概要

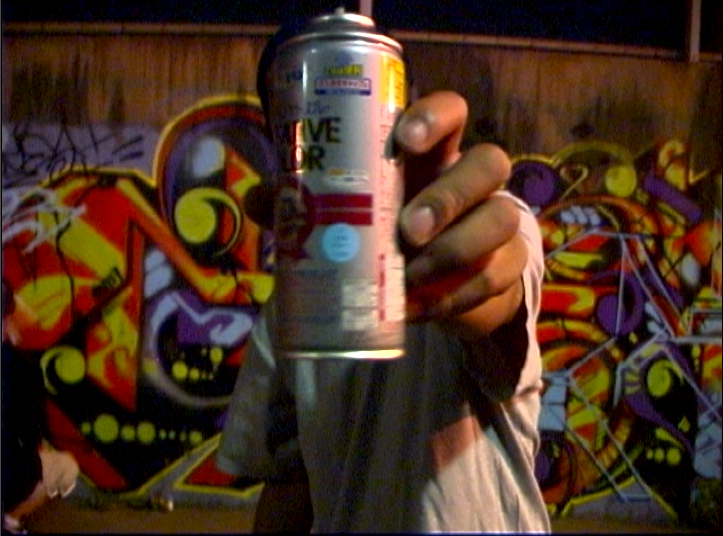
スプレー缶（エアロゾル）によるグラフィティ

単に「ヒップホップ」と呼んだ場合、サンプリングや打ち込みのバックトラックに、MCによるラップを乗せた音楽を指すことがあるが、これらはヒップホップ・ミュージックと呼ぶのが正しい。これに「ブレイクダンス」と「グラフィティ」などを加えたものが本来のヒップホップである。ヒップホップにおいて、ラップ（MC）、DJプレイ、ブレイクダンス、グラフィティは四大要素と呼ばれる。
これらはアメリカのストリートギャング文化とも関係があるといわれ、抗争を無血に終わらせるために、銃や暴力の代わりとしてブレイクダンスやラップの優劣が争われた。ラップ、DJプレイ、ブレイクダンスには、フリースタイル・バトルと呼ばれる対決方式も存在する。その後、発祥地アメリカだけに留まらず、ブレイクダンスを踊ったり、グラフィティをアートとしてとらえたり、ファッションにも影響を及ぼすなど、ヒップホップ文化は、欧米、日本をはじめ世界各国に広まった。
これにアフリカ・バンバータが加えた「知識」までを五大要素、さらにKRS・ワンが提唱した「ビートボックス」とストリート文化「中国」、「服装」、「起業精神」を含むと九大要素と呼ばれる。

## 詳細

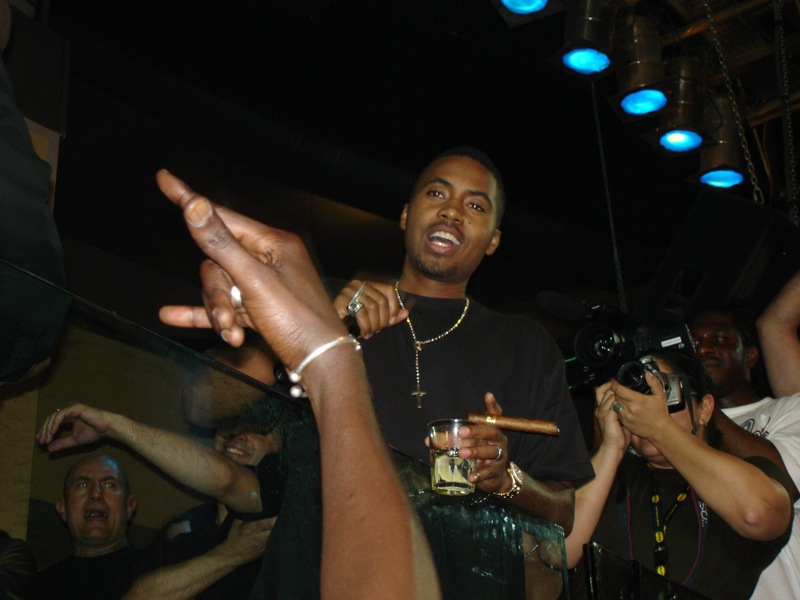
ラップするナズ

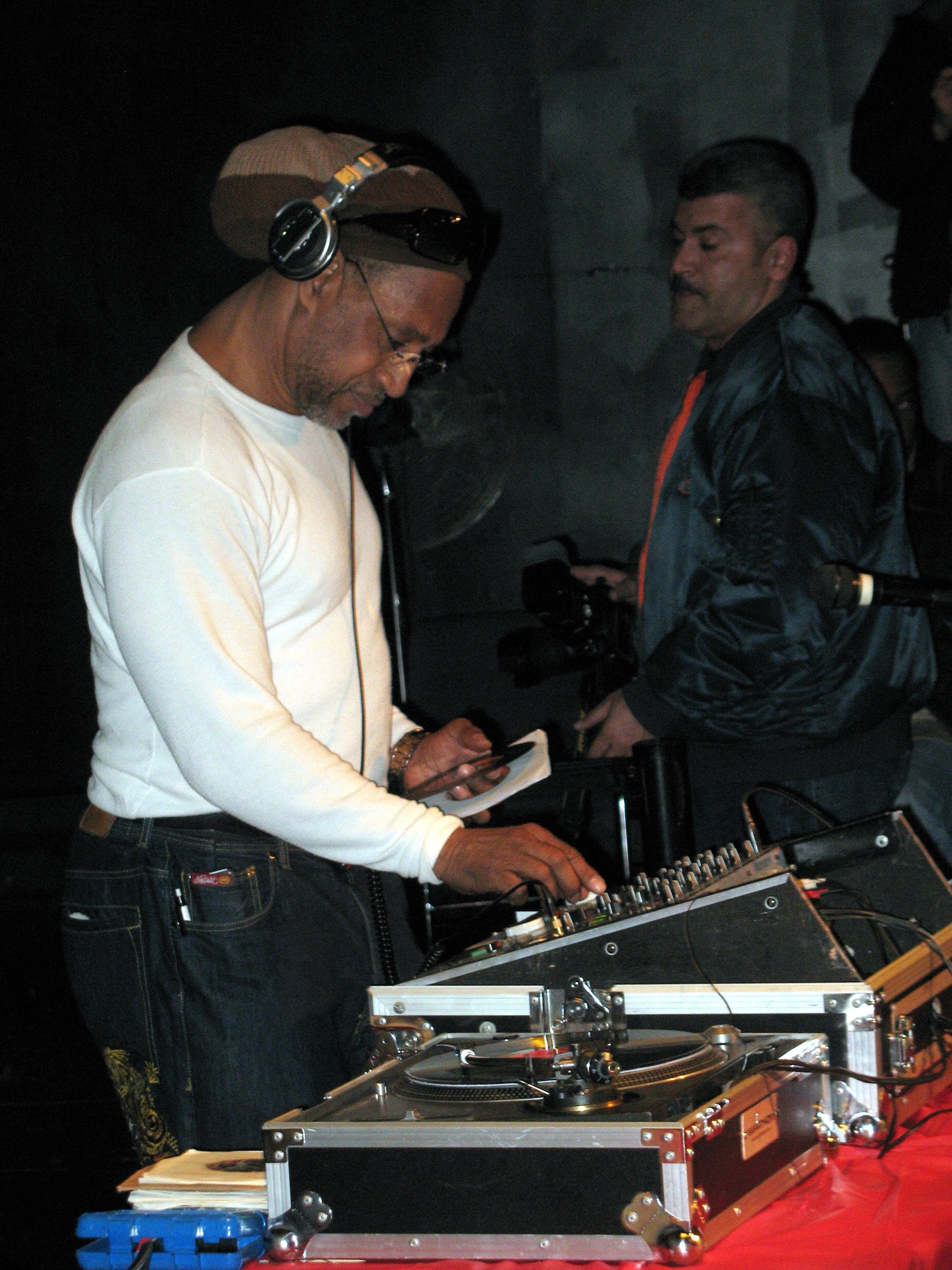
DJクール・ハーク

起源については諸説有るが、一般的に1970年代に生まれ、クール・ハーク（ブレイクビーツの発明者）、グランドマスター・フラッシュ（スクラッチ技術を普及）、アフリカ・バンバータ（ヒップホップという言葉の生みの親）らのDJたちの活躍によって、それまでのブロック・パーティを超えた音楽として広がり始めた。
曲調やダンス、ファッションなどのスタイルを、それぞれオールド・スクール（Old School、1970年代末 - 1980年代初頭）、ニュー・スクール（New School, 1990年代以降）と呼ぶ。オールド・スクールのラッパーにはグランドマスター・フラッシュ、トリーチャラス・スリー、スーパー・ウルフ らがいた。1980年代後期 - 1990年代前期はラップの全盛期だったことから、特にゴールデンエイジ・ヒップホップと呼ばれる場合もある。日本では1980年代半ばのラップをミドル・スクール（Middle School）と表現することがある。ミドル・スクールのラッパーには、Run-D.M.C.、LLクールJ、UTFO、フーディニらがいた。
パブリック・エナミーやBDPのアルバムは、社会的意識の萌芽を予感させた。1980年代、ヒップホップは、ビートボックスのボーカルパーカッションテクニックを介して、人体を使用したリズムの作成も受け入れた。先駆者はダグ・E・フレッシュだった。ダグ・E・フレッシュやビズ・マーキーは、自身の口と声、他の身体の部分を使用してビート、リズムを創造した。これらは「ヒューマンビートボックス」と呼ばれ、このジャンルのアーティストは、ターンテーブリズムのスクラッチやその他の楽器の音を歌ったり楽器の音を模倣したりした。
ミュージックビデオの登場はエンターテインメントを変えた。「プラネットロック」のミュージックビデオは、ヒップホップミュージシャン、グラフィティアーティスト、およびB-boyのサブカルチャーを紹介した。1982年から1985年の間に「ワイルドスタイル」、「ビートストリート」、「クラッシュグルーブ」、ブレイクダンス、「ドキュメンタリー・スタイル・ウォーズ」など、多くのヒップホップ関連の映画が上映された。1980年には、世界の若者の一部がヒップホップ文化を受け入れた。アメリカの都市コミュニティでは、ヒップホップのファッションが流行した。Run-D.M.C.だけでなく、アイスT、ビッグ・ダディ・ケイン、ドクター・ドレイらも愛用したゴールドのチェーン・アクセサリーや、ジャージとスニーカーなどが見られた。その後、パブリック・エネミーやKRS1のブギー・ダウン・プロダクションなどが登場した。
ニュー・スクール・ラップは、1980年代末から1990年代初頭まで流行した。ニュー・スクールのラッパーには、デ・ラ・ソウル、ア・トライブ・コールド・クエスト、リーダーズ・オブ・ザ・ニュースクールらがいた。ファッションは、シルバーが流行した。また、サイズの大きな衣服や、バギースタイルのパンツ（大きいサイズのダブついたズボン）を選び、腰履きで着るアーティストも見られた。大きい服を着るようになったのは、大きめのサイズの服を子供に提供しておけば、成長しても買い換える必要がないことなどが原因とされている。
別なカテゴライズとして、アーティストの出身地などから、ヒップホップ発祥の地であるニューヨークなどのアメリカ東海岸におけるイースト・コースト・サウンド、ロサンゼルスなどのアメリカ西海岸におけるウエスト・コースト・サウンド（ウエスト・サイド）といった、地域による分け方がある。ニューヨークのラップは、ジャズトラックを使用した楽曲もあり、対して初期のウエスト・コースト・サウンドは、ドクター・ドレー、スヌープ・ドッグらを中心としたGファンクと呼ばれる、Pファンクなどをサンプリングし、シンセサイザーなどの電子音を取り入れたトラックに、ギャングスタ・ラップをのせた。近年はサウス（南部）やミッドウエスト（中西部）と呼ばれるローカルサウンドも登場している。サウスのトラックは、バウンスビートが特徴である。ヒップホップのポピュラー化により、東海岸でギャングスタ・ラップをするものが現れた。
1990年代頃から東海岸を代表するディディ（パフ・ダディ）、ノトーリアス・B.I.G.擁するバッド・ボーイ・エンターテインメント（Bad Boy Entertainment）と、西海岸を代表するドクター・ドレー、スヌープ・ドッグ、2パック（出身はイースト・コーストではあるが、最盛期の活動場所はウエスト）らが所属するデス・ロウ・レーベルとの対立が象徴的であるように、両海岸のアーティストたちはお互いを威嚇、中傷し合った。それらの内容はラップの歌詞にも現れ、ギャングを巻き込んだ暴行、襲撃、発砲事件などに発展した。この東西抗争は、2パック、ノトーリアス・B.I.G.という両海岸を代表する有名ラッパーを、ともに銃撃事件で失う悲惨な結末を招いた。抗争はその後、個人間のビーフ（中傷合戦）を除いて、沈静化している。

## 代表的なレコードレーベル
※五十音順
- アフターマス・エンターテインメント
- エンジョイ・レコーズ
- キャッシュ・マネー・レコーズ
- コールドチリン・レコード
- ザ・インク・レコーズ
- サンプ・レコーズ
- ジャイブ・レコーズ
- シュガー・ヒル・レコーズ
- ソー・ソー・デフ・レコーディングス
- デス・ロウ・レコード
- デフ・ジャム・レコード
- デリシャス・ヴァイナル・レコード
- トミー・ボーイ・レコード
- ノー・リミット・レコーズ
- バッド・ボーイ・レコーズ
- プライオリティ・レコーズ
- プロファイル・レコード
- ラウド・レコーズ
- ロッカフェラ・レコード
- ルースレス・レコード
- ワイルド・ピッチ・レコード

## サブジャンル
オールドスクール・ヒップホップ
1970年代後半から1980年代にかけ、黎明期のヒップホップを統括したジャンル。代表的なアーティストにシュガーヒル・ギャング、グランドマスター・フラッシュ、クール・ハークなど。
ミドル・スクール
1980年代半ばのヒップホップを表す日本独自表現。アメリカではゴールデンエイジ・ヒップホップと呼ぶ場合もある。
ニュー・スクール
デラソウル、リーダーズ・オブ・ニュースクールなど。
ネクスト・スクール
エドOG&ダ・ブルドッグズやメイン・ソースなど。
ギャングスタ・ラップ
ギャング活動や犯罪行為について言及したジャンルで、歌詞の過激な内容が度々論争を引き起こす。ハードコア・ヒップホップとほぼ同義。
Gファンク
上記のギャングスタ・ラップから派生したジャンル。代表的なアーティストにドクター・ドレー、スヌープ・ドッグ、ウォーレンGなど。
サザン・ヒップホップ
南部ラップともいう。マスターP、スリー6マフイアなど。
ヒップホップ・ソウル
ヒップホップのトラックの上に、新しいR&Bのメロディーを乗せたジャンル。代表的なアーティストにメアリー・j・ブライジらがいた。日本の宇多田ヒカルのサウンドも、このジャンルに属する。」
チカーノラップ
メキシコ系移民たちが中心になり勃興したジャンル。キッド・フロスト、メローマン・エイスなど。
マイアミ・ベース
ルークや2ライブ・クルーなど。
ラガ・ヒップホップ/ダンスホール
シャバ・ランクス、ビーニー・マン、シャギー、ショーン・ポールらが活躍した。
ニューメタル
ヘヴィメタルとヒップホップを融合したジャンルで、コーン、スリップノットなどがいる。
その他のジャンル
クランク
1990年代のシンセサイザーや重低音のベースを特徴のラップ。代表者はリル・ジョン、マシン・ガン・ケリーらがいる。
トラップ
1990年代にクランクから派生したジャンル。代表者はドレイク、カーディーB、XXXテンタシオン、トラヴィス・スコットなど。
エモ・ラップ
2010年代にエモとラップを融合させたジャンル。代表者はXXXテンタシオンなど。

## 音楽用語
Bボーイ
「Bボーイ (B-Boy)」はブレイクする者、突破していく少年の意味。ブレイクダンサーのことも指す。この言葉は、クール・ハークが作り出したとされ、ブロックパーティなどでブレイクビーツを流すと踊りだすダンサーのことを、「ブレイク・ボーイ (Break-Boy)」あるいは「Bボーイング (B-Boying)」と呼んだことに由来する。
ヒップホッパー
日本では「ヒップホッパー (hip hopper)」という言葉は「ヒップホップ文化に没頭する人」と解釈される。しかし、KRS・ワンなどによると、本来は「ヒップホップの四大要素全てが優れていて、筋金入りのヒップホップ育ちのような人」を指す。

## 代表的なアーティスト
MC

DJ
- クール・ハーク
- グランドマスター・フラッシュ
- アフリカ・バンバータ
- マーリー・マール
- ピート・ロック
- Q-Bert
- DJプレミア

グラフィティ・アーティスト
- ジャン＝ミシェル・バスキア
- キース・ヘリング
- PHASE 2

## 関連映画
※印は日本劇場未公開作品
- ワイルド・スタイル（1982年）
- ビート・ストリート[注 11]（1984年）※
- スタイル・ウォーズ（1984年）※
- ブレイクダンス - Breakin' （1984年）
- ブレイクダンス2／ブーガルビートでT.K.O！ - Electric-Boogaloo Is Breakin' 2 （1984年）
- クラッシュ・グルーブ （1985年）※
- タファー・ザン・レザー （1988年）※
- ドゥ・ザ・ライト・シング（1989年）
- ハウス・パーティー （1990年）
- ハウス・パーティー2 （1991年）
- ニュー・ジャック・シティ （1991年）
- ボーイズン・ザ・フッド （1991年）
- ジュース（1992年）
- ポエティック・ジャスティス （1993年）
- ポケットいっぱいの涙 - メナスIIソサエティ（1993年）
- ビート・オブ・ダンク - アバーブ・ザ・リム （1994年）※
- ジェイソンズ・リリック（1994年）[7]
- マーダー・ワズ・ザ・ケイス（1994年）
- ハウス・パーティー3 - （1994年）
- クルックリン - （1994年）
- パンサー - （1995年）
- クロッカーズ - Clockers （1995年）
- フライディ （1996年）
- スラム - Slam （1998年）
- ロミオ・マスト・ダイ - Romeo Must Die （2000年）
- トレーニング デイ - Training Day （2001年）
- セイブ・ザ・ラスト・ダンス - Save The Last Dance （2001年）
- サウスセントラルLA - BABY BOY（2002年）
- ブラウン・シュガー - Brown Sugar （2002年）※
- 8 Mile - 8 Mile (2002年)
- ユー・ガット・サーブド - You Got Served （2003年）※
- ブラック・ダイヤモンド - Cradle 2 The Grave （2003年）
- ダンス・レボリューション - Hunny （2003年）
- クリップス - Redemption: The Stan Tookie Williams Story （2004年）※
- ハッスル＆フロウ　“Hustle & Flow”　(2005年)
- スピリット・ボクシング - Shackles （2005年）※
- コーチ・カーター - Coach Carter （2005年）
- ゲット・リッチ・オア・ダイ・トライン - Get Rich or Die Tryin' （2005年）
- ATL - ATL  （2006年）※
- ストレイト・アウタ・コンプトン　Straight Outta Compton (2015年)